# Línea 33 (AUVASA)
La línea 33 de AUVASA conectaba los barrios de Los Santos, Pilarica, Pajarillos, las plazas de San Juan y Santa Cruz, y la calle Panaderos, en las cercanías de la plaza de España de Valladolid. Daba servicio al aparcamiento disuasorio de C/ La Vía.

## Historia
La línea 33 comenzó a operar el 2 de enero de 2018 sucediendo y ampliando los servicios que daba la línea E3. El día 14 de marzo de 2022, fue sustituida por la ampliación de la línea 7 tras la inauguración del túnel de Andrómeda, integrándose en su recorrido(eliminando algunas paradas) y reemplazándola.

## Frecuencias
La línea 33 era una línea A Horario y estos fueron los últimos horarios de salida que aplicó:
| DÍA            | LUGAR DE SALIDA             | HORARIOS DE SALIDA | HORARIOS DE SALIDA | HORARIOS DE SALIDA | HORARIOS DE SALIDA | HORARIOS DE SALIDA | HORARIOS DE SALIDA | HORARIOS DE SALIDA | HORARIOS DE SALIDA | HORARIOS DE SALIDA | HORARIOS DE SALIDA | HORARIOS DE SALIDA | HORARIOS DE SALIDA | HORARIOS DE SALIDA | HORARIOS DE SALIDA | HORARIOS DE SALIDA | HORARIOS DE SALIDA | HORARIOS DE SALIDA | HORARIOS DE SALIDA |
| -------------- | --------------------------- | ------------------ | ------------------ | ------------------ | ------------------ | ------------------ | ------------------ | ------------------ | ------------------ | ------------------ | ------------------ | ------------------ | ------------------ | ------------------ | ------------------ | ------------------ | ------------------ | ------------------ | ------------------ |
| Todos los días | LOS SANTOS PILARICA         | 7:20               | 8:10               | 9:00               | 9:50               | 10:39              | 11:47              | 12:34              | 13:23              | 14:11              | 15:01              | 15:49              | 16:37              | 17:24              | 18:14              | 19:23              | 20:13              | 21:01              | 21:48              |
| Todos los días | PLAZA ESPAÑA (PANADEROS, 4) | 7:45               | 8:35               | 9:25               | 10:14              | 11:12              | 12:09              | 12:58              | 13:46              | 14:36              | 15:24              | 16:12              | 16:59              | 17:49              | 18:48              | 19:48              | 20:36              | 21:23              | 22:10              |

## Paradas
Nota: Al pinchar sobre los enlaces de las distintas paradas se muestra cuanto tiempo queda para que pase el autobús por esa parada.
| Hacia Plaza España                          | Correspondencia con líneas: |
| ------------------------------------------- | --------------------------- |
| C/ Universo glorieta Cometa                 | -                           |
| C/ Nebulosa esq. Cosmología                 | -                           |
| Pº Juan Carlos I esq. Andrómeda             | -                           |
| C/ Puente la Reina 67                       | 3                           |
| C/ Templarios 6 esq. Puente la Reina        | 3                           |
| C/ Villabáñez 19 igl. San Ignacio de Loyola | C1                          |
| Pza. Vadillos 7 esq. Palacio Valdés         | 17 C1                       |
| C/ Renedo 29                                | 7 17                        |
| Pza. San Juan                               | 7 8 17                      |
| C/ Fidel Recio 1 esq. Alonso Pesquera       | 7 8                         |
| C/ Santuario 5 esq. López Gómez             | 7 8                         |
| C/ Panaderos 4 esq. Divina Pastora          | 14                          |
| Hacia Los Santos Pilarica                   |                             |
| C/ Panaderos 4 esq. Divina Pastora          | 14                          |
| C/ Labradores 1 esq. Pza. Cruz Verde        | 7                           |
| C/ Alonso Pesquera 5 esq. Fidel Recio       | 7                           |
| Pza. Col. Santa Cruz 9                      | 7 8 U1                      |
| C/ Verbena esq. Nicasio Pérez               | 7                           |
| Pza. Vadillos fte. 5                        | C2                          |
| C/ Cigüeña 40 esq. Villabáñez               | 3                           |
| C/ Templarios 3 esq. Puente la Reina        | 3                           |
| Pº Juan Carlos I esq. Carlos Sánchez Magro  | -                           |
| Pº Juan Carlos I glorieta Cometa            | -                           |
| C/ Nebulosa esq. Universo                   | -                           |
| C/ Universo glorieta Cometa                 | -                           |